# Tutku
Tutku – wieś w Estonii, w prowincji Sarema, w gminie Leisi.